# Ясеновка (Киевская область)
Ясено́вка (укр. Ясенівка) — село, входит в Ставищенский район Киевской области Украины.
Население по переписи 2001 года составляло 779 человек. Почтовый индекс — 09430. Телефонный код — 4564. Занимает площадь 2,75 км². Код КОАТУУ — 3224288001.
В древние времена поселение, существовавшее на месте Ясеновки, называлось Шукайводы. Нынешнее название – Ясеновка – приписывается православному крестьянину Туру, пришедшему из Венгрии и обосновавшемуся в здешних местах. Он назвал местность Ясеневкой по обилию растущего здесь дерева ясеня.

## Местный совет
09430, Киевская обл., Ставищенский р-н, с. Ясеновка, ул. Ленина, 53; тел. 2-22-23.